# Saturn Awards 1992
La 18ª edizione dei Saturn Awards si è svolta il 13 marzo 1992 a Burbank in California, per premiare le migliori produzioni cinematografiche del[1991.

## Vincitori e candidati
I vincitori sono indicati in grassetto, a seguire gli altri candidati.

### Film

#### Miglior film di fantascienza
- Terminator 2 - Il giorno del giudizio (Terminator 2: Judgment Day), regia di James Cameron[1]
- Frankenstein oltre le frontiere del tempo (Frankenstein Unbound), regia di Roger Corman
- Timescape, regia di David Twohy
- La banda dei Rollerboys (Prayer of the Rollerboys), regia di Rick King
- Predator 2, regia di Stephen Hopkins
- Le avventure di Rocketeer (The Rocketeer), regia di Joe Johnston

#### Miglior film fantasy
- Edward mani di forbice (Edward Scissorhands), regia di Tim Burton[2]
- Prossima fermata: paradiso (Defending Your Life), regia di Albert Brooks
- La leggenda del re pescatore (The Fisher King), regia di Terry Gilliam
- Un agente segreto al liceo (If Looks Could Kill), regia di William Dear
- Robin Hood - Principe dei ladri (Robin Hood: Prince of Thieves), regia di Kevin Reynolds
- Warlock, regia di Steve Miner

#### Miglior film horror
- Il silenzio degli innocenti (The Silence of the Lambs), regia di Jonathan Demme[3]
- Body Parts, regia di Eric Red
- Children of the Night, regia di Tony Randel
- La bambola assassina 3 (Child's Play 3), regia di Jack Bender
- Dolly Dearest - La bambola che uccide (Dolly Dearest), regia di Maria Lease
- Misery non deve morire (Misery), regia di Rob Reiner
- La notte dei morti viventi (Night of the Living Dead), regia di Tom Savini
- A letto con il nemico (Sleeping with the Enemy), regia di Joseph Ruben

#### Miglior attore
- Anthony Hopkins - Il silenzio degli innocenti (The Silence of the Lambs)
- Jeff Bridges - La leggenda del re pescatore (The Fisher King)
- James Caan - Misery non deve morire (Misery)
- Kevin Costner - Robin Hood - Principe dei ladri (Robin Hood: Prince of Thieves)
- Arnold Schwarzenegger - Terminator 2 - Il giorno del giudizio (Terminator 2: Judgment Day)
- Robin Williams - La leggenda del re pescatore (The Fisher King)

#### Miglior attrice
- Linda Hamilton - Terminator 2 - Il giorno del giudizio (Terminator 2: Judgement Day)
- Kathy Bates - Misery non deve morire (Misery)
- Jodie Foster - Il silenzio degli innocenti (The Silence of the Lambs)
- Julia Roberts - A letto con il nemico (Sleeping with the Enemy)
- Winona Ryder - Edward mani di forbice (Edward Scissorhands)
- Meryl Streep - Prossima fermata: paradiso (Defending Your Life)

#### Miglior attore non protagonista
- William Sadler - Un mitico viaggio (Bill & Ted's Bogus Journey)
- Alan Arkin - Edward mani di forbice (Edward Scissorhands)
- Patrick Bergin - A letto con il nemico (Sleeping with the Enemy)
- Wayne Newton - Destino trasversale (The Dark Backward)
- Robert Patrick - Terminator 2 - Il giorno del giudizio (Terminator 2: Judgment Day)
- Alan Rickman - Robin Hood - Principe dei ladri (Robin Hood: Prince of Thieves)

#### Miglior attrice non protagonista
- Mercedes Ruehl - La leggenda del re pescatore (The Fisher King)
- Robin Bartlett - Un agente segreto al liceo (If Looks Could Kill)
- Jennifer Connelly - Le avventure di Rocketeer (The Rocketeer)
- Mary Elizabeth Mastrantonio - Robin Hood - Principe dei ladri (Robin Hood: Prince of Thieves)
- Frances Sternhagen - Misery non deve morire (Misery)
- Dianne Wiest - Edward mani di forbice (Edward Scissorhands)

#### Miglior attore emergente
- Edward Furlong - Terminator 2 - Il giorno del giudizio (Terminator 2: Judgment Day)
- Jonathan Brandis - La storia infinita 2 (The NeverEnding Story II: The Next Chapter)
- Chris Demetral - Dolly Dearest - La bambola che uccide (Dolly Dearest)
- Corey Haim - La banda dei Rollerboys (Prayer of the Rollerboys)
- Candace Hutson - Dolly Dearest - La bambola che uccide (Dolly Dearest)
- Joshua John Miller - Newman, robot di famiglia (And You Thought Your Parents Were Weird)
- Justin Whalin - La bambola assassina 3 (Child's Play 3)

#### Miglior regia
- James Cameron - Terminator 2 - Il giorno del giudizio (Terminator 2: Judgment Day)[4]
- Roger Corman - Frankenstein oltre le frontiere del tempo (Frankenstein Unbound)
- William Dear -Un agente segreto al liceo (If Looks Could Kill)
- Jonathan Demme - Il silenzio degli innocenti (The Silence of the Lambs)
- Terry Gilliam - La leggenda del re pescatore (The Fisher King)
- Eric Red - Body Parts

#### Miglior sceneggiatura
- Ted Tally - Il silenzio degli innocenti (The Silence of the Lambs)
- Albert Brooks - Prossima fermata: paradiso (Defending Your Life)
- Richard LaGravenese - La leggenda del re pescatore (The Fisher King)
- Charles Gale - Guilty as Charged
- William Goldman - Misery non deve morire (Misery)
- James Cameron e William Wisher Jr. - Terminator 2 - Il giorno del giudizio (Terminator 2: Judgment Day)

#### Miglior costumi
- Marilyn Vance - Le avventure di Rocketeer (The Rocketeer)
- Colleen Atwood - Edward mani di forbice (Edward Scissorhands)
- Beatrix Aruna Pasztor - La leggenda del re pescatore (The Fisher King)
- Franca Zucchelli - Frankenstein oltre le frontiere del tempo (Frankenstein Unbound)
- John Bloomfield - Robin Hood - Principe dei ladri (Robin Hood: Prince of Thieves)
- Colleen Atwood - Il silenzio degli innocenti (The Silence of the Lambs)

#### Migliori effetti speciali
- Stan Winston - Terminator 2 - Il giorno del giudizio (Terminator 2: Judgment Day)
- Richard Yuricich e Kevin Yagher - Un mitico viaggio (Bill & Ted's Bogus Journey)
- Syd Dutton, Bill Taylor e Gene Warren Jr. - Frankenstein oltre le frontiere del tempo (Frankenstein Unbound)
- Stan Winston e Joel Hynek - Predator 2
- Ken Ralston - Le avventure di Rocketeer (The Rocketeer)
- Perpetual Motion Pictures e Dream Quest Images - Warlock

#### Miglior colonna sonora
- Loek Dikker - Body Parts
- Danny Elfman - Edward mani di forbice (Edward Scissorhands)
- Steve Bartek - Guilty as Charged
- Howard Shore - Il silenzio degli innocenti (The Silence of the Lambs)
- Jerry Goldsmith - A letto con il nemico (Sleeping with the Enemy)
- Jerry Goldsmith - Warlock

### Home video

#### Miglior edizione DVD/Blu-ray (film)
- Soultaker
- Hider in the House
- Pale Blood
- Il pozzo e il pendolo (The Pit and the Pendulum)
- Scanners 2 - Il nuovo ordine (Scanners II: The New Order)
- The Unborn